# Bredaryd
Bredaryd – miejscowość (tätort) w Szwecji, w regionie administracyjnym (län) Jönköping, w gminie Värnamo.
Według danych Szwedzkiego Urzędu Statystycznego liczba ludności wyniosła: 1549 (31 grudnia 2015), 1556 (31 grudnia 2018) i 1552 (31 grudnia 2019).